# 213. výcviková letka
213. výcviková letka je součástí Vzdušných sil Armády České republiky v rámci 21. základny taktického letectva. Letka zahájila svou činnost 1. prosince 2013 reorganizací 222. výcvikové letky a ponechala si též její čestný název „generála Aloise Šišky“. Hlavním úkolem 213. výcvikové letky je pokračovací a bojový letecký výcvik mladých pilotů taktického letectva, kteří předtím absolvovali studium Univerzity obrany v Brně a během něj základní letecký výcvik v CLV Pardubice. Ve výzbroji jednotky se nachází 5 letounů L-159T1 a 4 letouny L-39ZA Albatros. Velení letky převzal velitel zrušené 222. výcvikové letky podplukovník Antonín Horčička.

## Historie
Vzdušné síly přešly k 1. prosinci 2013 na novou organizační strukturu, která vedla k integraci jednotlivých druhů letectva na vlastní základny. Náměšťská základna, ze které operovaly bitevní vrtulníky Mil Mi-24 a cvičné proudové letouny L-39ZA Albatros, se transformovala na základnu vrtulníkového letectva a Albatrosy 222. výcvikové letky se proto dne 23. října přesunuly na letiště v Čáslavi. V organizační struktuře 21. základny taktického letectva působí 213. výcviková letka oficiálně od 1. prosince 2013. V polovině roku 2015 letka disponovala čtyřmi letouny L-39ZA a také šesti L-159T1, které převzala od 212. taktické letky. Reorganizace a redislokace cvičných a bitevních letounů má vést ke zvýšení efektivity výcviku pilotů taktického letectva, kteří následně přecházejí na letouny L-159A a JAS-39 Gripen.
V červenci 2015 přeletěla jedna L-159T1 213. výcvikové letky spolu s trojicí L-159A 212. taktické letky na letiště společnosti Aero Vodochody v rámci prodeje letounů L-159 do Iráku. Za peníze utržené při prodeji nepotřebných letounů Aero pro armádu přestaví tři zakonzervované L-159 na cvičné dvoumístné verze. Stav výzbroje českého letectva by se měl poté ustálit na šestnácti jednomístných (u 212. letky) a osmi dvoumístných „alkách“ (u 213. letky).

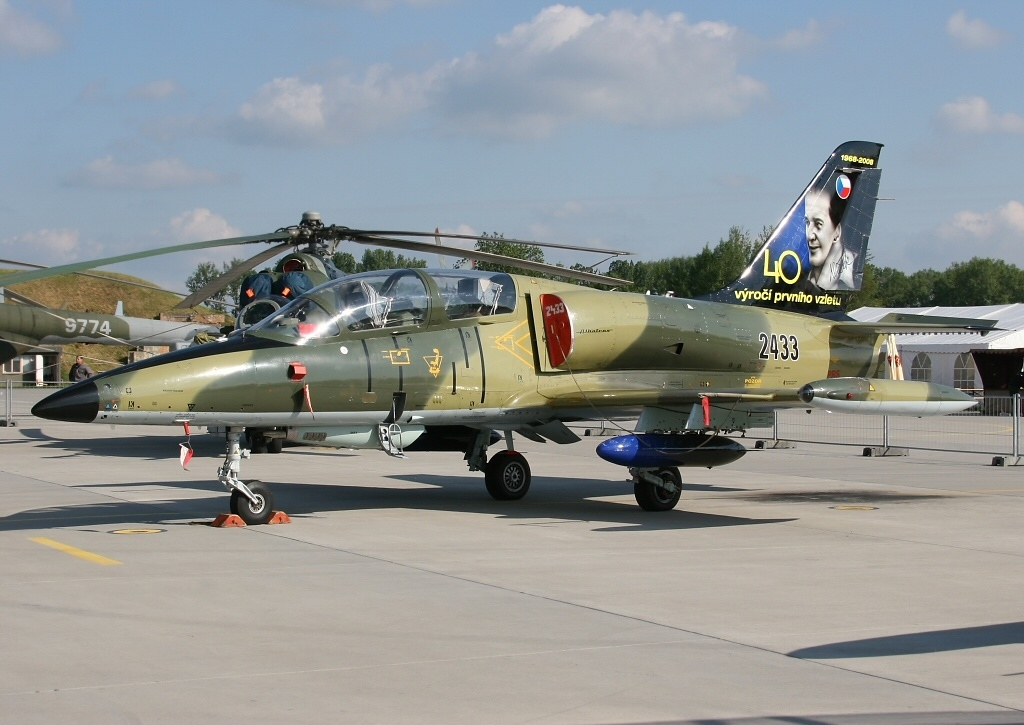
Aero L-39ZA
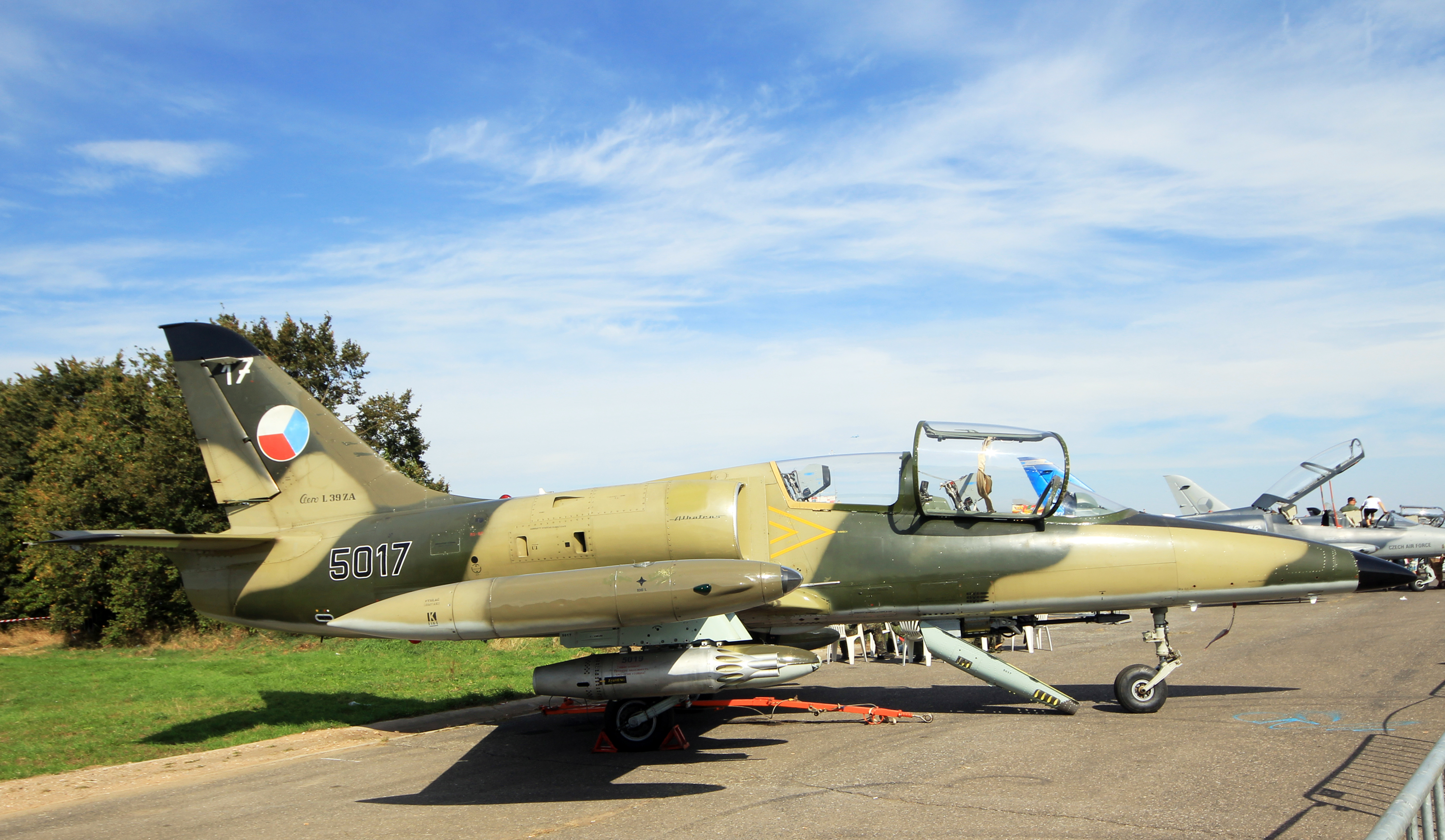
Aero L-39ZA
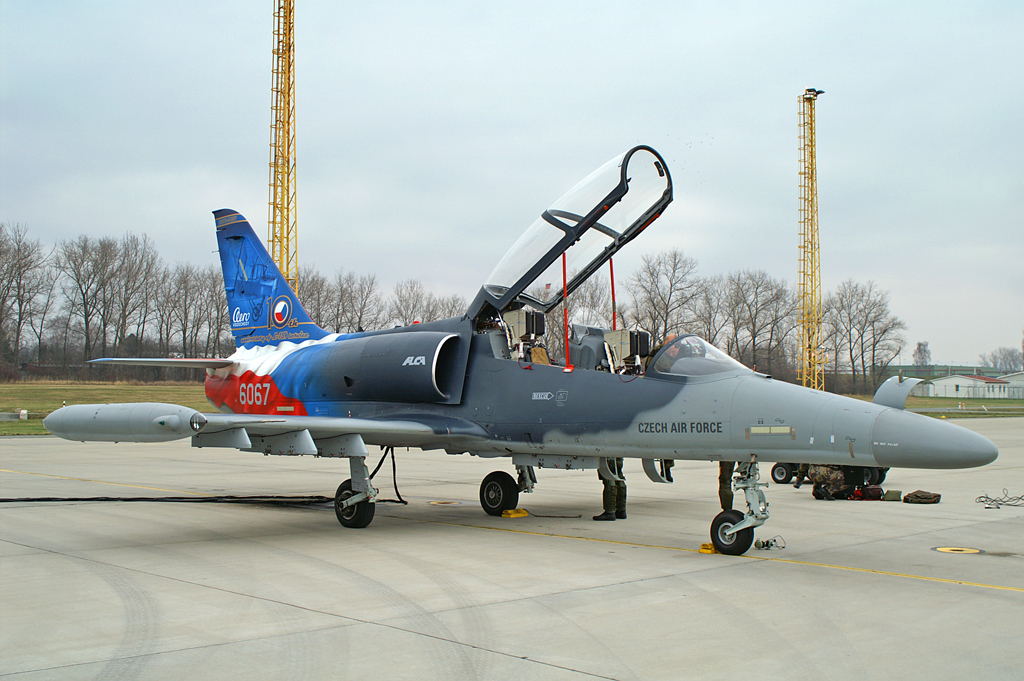
Aero L-159T1
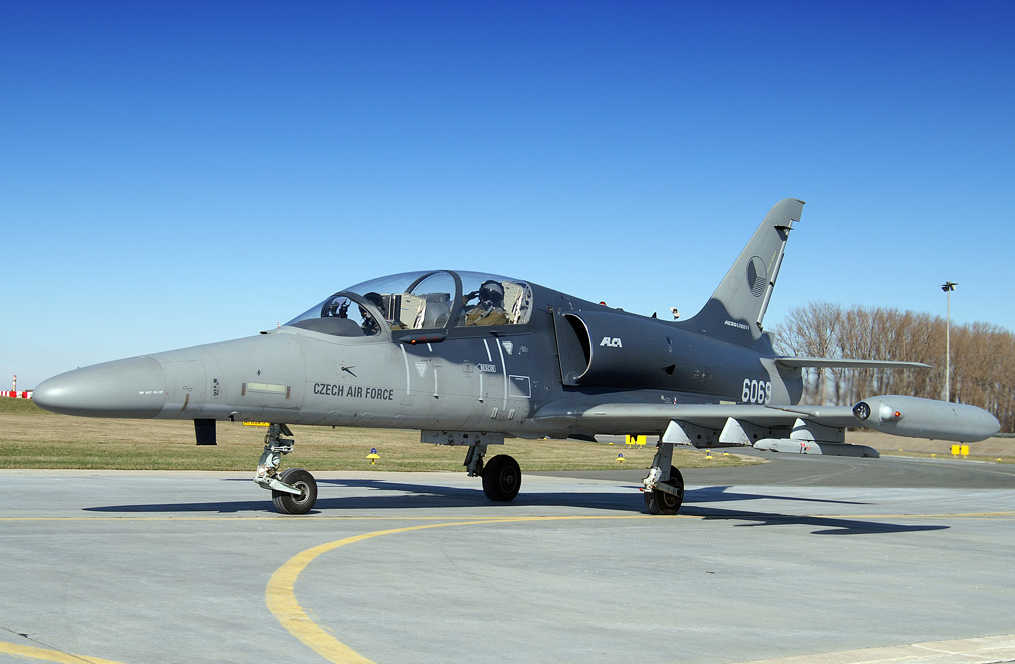
Aero L-159T1